# Ouyang Jiong
Ouyang Jiong (chinois : 欧阳炯 ; chinois traditionnel : 歐陽炯 ; pinyin : Ōuyáng Jiǒng ; Wade : Ouyang Chiung) (896-971) est originaire de Huayang dans la région de Yizhou (actuelle ville de Chengdu au Sichuan). Il a été un ministre d’État du Shu postérieur pendant la période des Cinq Dynasties et des Dix Royaumes et il atteint le poste de chancelier sous la dynastie Song. Il est aussi un poète de l’école Huajian. Il est principalement connu pour avoir rédigé la préface de la célèbre anthologie Huajian ji (花間集) (Recueil parmi les fleurs). Il est dit qu’Ouyang Jiong était une personne de caractère franc et exubérant, menant une vie sobre et modeste.

## Biographie
Ouyang Jiong naît en 896 sous le règne de l’empereur Zhaozong de la dynastie Tang. D’abord, il sert sous le dernier roi du royaume de Shu antérieur, Wang Zongyan (r. 918-925), en tant que secrétaire du Bureau central. Après la chute du Shu antérieur, en 925, il se rallie au royaume des Tang postérieurs et il travaille comme fonctionnaire à Qinzhou (actuelle ville de Tianshui au Gansu).
Au moment où le royaume du Shu postérieur est fondé par Meng Zhixiang, en 934, Ouyang Jiong est de nouveau nommé secrétaire du Bureau central et il occupe ce poste pendant plusieurs années. En 949, il est nommé académicien de l’Académie Hanlin (翰林学士). L’année suivante, il est chargé des examens impériaux et devient responsable du Bureau des cérémonies impériales. Par la suite, il est promu vice-ministre du Bureau des Rites, puis gouverneur de Lingzhou (actuelle ville de Renshou au Sichuan), avant de devenir vice-ministre des Affaires civiles avec l’ajout du titre honorifique de Conseiller impérial (Chengzhi, 承旨),,.
En 961, il est successivement promu aux postes de vice-ministre du Secrétariat impérial, de ministre des Finances, de collaborateur dans la gestion des affaires d’État et de superviseur de la compilation de l’Histoire nationale (监修国史). L’année suivante, à l’âge de soixante-six ans, il atteint le poste de chancelier.
En 965, la chute royaume de Shu postérieur survient. Ouyang Jiong se rallie à la dynastie Song avec Meng Chang le dernier empereur des Shu postérieurs. Il occupe le poste d’académicien de Hanlin (en) (翰林学士). Il reçoit ensuite le titre honorifique de « Gentilhomme de la Cavalerie éparse de gauche » (左散骑常待), associé au poste de Conseiller impérial.
En 971, lors de la quatrième année du règne de l’empereur Taizu, la région de Lingnan est pacifiée. Il est proposé d’y envoyer Ouyang Jiong pour effectuer un rituel sacrificiel au Nanhai. Mais ce dernier, prétendant être malade, refuse, commettant ainsi une offense ce qui lui attire la colère de Zhao Guangyi, le frère de l’empereur Taizu. Ouyang Jiong est alors destitué de ses fonctions et envoyé vivre en résidence à Luoyang en tant que simple fonctionnaire sans responsabilité. Il meurt en fonction en exerçant ses responsabilités administratives, en 971, à l’âge de soixante-quinze ans.
Ouyang Jiong est né à la fin de la dynastie Tang et a vécu toute la période des Cinq Dynasties et le début de la dynastie des Song du Nord.

## L’artiste
Ouyang Jiong maîtrise la peinture, la musique, la littérature, la critique artistique et la poésie.

### Le peintre
Ouyang Jiong a un talent indéniable pour la peinture. Mais, aucune de ses œuvres n’a survécu.

### L’écrivain
Dans Song Shi (Histoire des Song), il est dit qu’il aime composer des poèmes, des chansons (ci) ainsi que des essais sur la peinture.

#### Préface
En 940, après que Zhao Chongzuo ait terminé une anthologie de paroles de chansons écrites par des poètes des neuvième et dixième siècles, il invite Ouyang Jiong — dont dix-sept de ses ci sont inclus dans cette collection — à en rédiger la préface et à lui donner un titre. Ouyang nomme la collection Huajian ji (花間集) (Recueil parmi les fleurs). Dans cette préface, il utilise un langage « concis, essentiel, mais d’une beauté et d’une élégance extrêmes, pour formuler, de manière générale, des jugements empreints de sincérité et de confiance sur les normes artistiques du genre ci en tant que genre littéraire ». Cette préface comprend quatre cents caractères et elle trace de façon claire l’histoire du développement du ci. L’anthologie, elle-même, contient cinq cents paroles de chansons écrites par dix-huit poètes, dont la plupart ont vécu au royaume de Shu.

#### Louanges
En 954, le roi du Shu postérieur, Meng Zhixiang reçoit en cadeau douze rouleaux illustrant Les Douze Immortels peints par Zhang Suqing (ca.845-ca.927). Il ordonne à Ouyang Jiong de composer douze louanges et à Huang Jubao de les calligraphier sur les rouleaux.

#### Critiques artistiques
Les œuvres d’Ouyang Jiong sur la critique de l’art pictural sont précises et pénétrantes.
- Chanson sur la peinture de Luohan répondant au rêve de Guanhui (貫休應夢羅漢畫歌) (Guàn xiū yìng mèng luóhàn huà gē)
- Chanson sur les peintures des arhats en rêve par Guanxiu (贯休应梦罗汉画) (Guàn Xiū Yìng Mèng Luó Hàn Huà),
- Le récit étrange des peintures murales du Palais des Huit Trigrammes de Shu (蜀八卦殿壁画奇异记) : essai en prose parallèle, avec ses peintures[4].
- Poème sur la fresque de Jing Huan des Rois célestes dans le temple Yingtian (題景煥畫應天寺壁天王歌) (Tí jǐng huàn huà yìng tiānsì bì tiānwáng gē)

### Poésie
Ouyang Jiong a la passion de la poésie. Il a écrit des poèmes (shi) ainsi que des poèmes lyriques (ci, chansons). Aujourd’hui, plus de quarante-cinq de ses poèmes existent toujours et peuvent être trouvés dans le Recueil parmi les fleurs (花間集) (Huajian ji), le Zunqian Ji (樽前集) (Le Recueil devant la Coupe) et le Tang Wudai Ci (唐五代词) (Poésies lyriques des Tang et des Cinq Dynasties). Il fait partie du groupe des poètes floraux.

#### Thèmes poétiques
Ses poèmes ci décrivent les images typiques de l’amour passionné. Ils ont un style élégant, bien que certains vers puissent être considérés comme indulgents et licencieux. Parfois, il innove comme dans son ci Nanxiang zi (南乡子) (Chanson du pays du Sud) où il est question de sable de plage, de bananiers, etc. ouvrant ainsi une nouvelle perspective dans le domaine du ci. (Voir plus bas le poème.)
Il a aussi écrit quelques poèmes (« shi »), mais seules quelques pièces de ce genre nous sont parvenues.

#### Le bateau peint est amarré(畫舸停橈), sur l'air deChanson du Sud.
| Chinois 畫舸停橈， 槿花籬外竹橫橋。 水上遊人沙上女， 回顧， 笑指芭蕉林里住。 | Traduction libre Le bateau peint est amarré, Au-delà de la haie d'hibiscus un pont de bambou traverse. Sur l'eau, un voyageur, sur la rive, une femme Se retourne, Et elle rit pointant la forêt de bananiers où elle demeure. |